# Farman F.31
Le Farman F.31 est un prototype de chasseur français des années 1910, conçu par Henry Farman. Il s’agit du second modèle de chasseur développé par la société Farman qui ambitionnait de se lancer dans les bombardiers. Le projet, éphémère, n’a duré que trois mois.

## Développement
Le F.31 est un chasseur biplace, équipé d’un moteur Liberty L-12 de 400 ch. Sa conception se distingue par un fuselage anguleux suspendu entre des ailes de même envergure.

## Historique opérationnel
1. Contexte des années 1910 : La société Farman, avionneurs historiques, décide de développer un chasseur biplace, le Farman F.31. C'est son deuxième essai dans la conception de chasseurs.
2. Conception : Le F.31 est conçu début 1918 avec une configuration unique et angulaire, caractérisée par un fuselage suspendu entre deux ailes de même envergure. Son développement s’organise autour du moteur Liberty L-12, un V-12 refroidi par eau d'une puissance de 400 chevaux.
3. Achèvement du prototype : Un unique prototype du Farman F.31 est achevé au cours de l'été 1918.
4. Tests en vol : Les tests de performance et de maniabilité se poursuivent jusqu’en novembre 1918, dans le but d'évaluer le potentiel opérationnel du chasseur.
5. Fin du développement (novembre 1918) : Avec l'Armistice de 1918 qui met fin à la Première Guerre mondiale, le projet du Farman F.31 est abandonné. Aucun autre développement ou production en série n'est envisagé vu l'absence de besoin militaire immédiat et de la fin du conflit.

Le Farman F.31, dont le destin était de devenir un chasseur pour l'armée française, reste donc à l'état de prototype.

## Caractéristiques techniques
- Équipage : 2 personnes
- Dimensions : Longueur 7,35 m, Envergure 11,76 m, Hauteur 2,58 m
- Masse : À vide 869 kg, Max. 1 469 kg
- Motorisation : 1 moteur Liberty L-12, 400 ch, hélice à pas fixe à 2 pales
- Performances : Vitesse maximale de 215 km/h à 2 000 m, montée à 2 000 m en 5,85 minutes
- Armement : 2 mitrailleuses Vickers de 7,7 mm fixes à l'avant et 1 mitrailleuse Lewis de 7,7 mm sur pivot à l'arrière